# 世界一かわいい美術館
世界一かわいい美術館（せかいいちかわいいびじゅつかん）は、富山県富山市水橋伊勢屋にある私設美術館である。
浅井省己が設立した特定非営利活動法人憩いの家世界一かわいい美術館の運営に係り、2015年（平成27年）3月24日に開館した。

## 概要
2014年（平成26年）6月16日、特定非営利活動法人「憩いの家世界一かわいい美術館」が設立された。同法人は明治薬品前会長浅井省己を中心とした150人によって水橋駅前に私設美術館を建設するという目的のもと設立されたもので、元来浅井省己は東日本大震災を契機として避難所にもなり得る住民交流施設を造ることを計画していたのであるが、資金的問題もあってこれは断念し、地域の憩いの場となるような美術館を開設することを決意して、郷土水橋への報恩としようとしたのである。小規模なりとも個性的な美術館を建設し、芸術の魅力によって人を招いて、地域の活性化につなげている長野県安曇野市（安曇野アートライン）を模範とし、また他の地域の人々が訪問しやすいようにと水橋駅前を建設予定地に選んだ。
2014年（平成26年）8月12日には地鎮祭を挙行し、同年10月17日には上棟式を催行した。延床約220平米の木造平屋建ての建物には砺波の古民家のケヤキ材を用い、「不易流行」をテーマとして木材を井桁状に組む伝統的建築方法である「枠の内」づくりを採用しつつも、アルミやガラスといった現代的素材と融合し調和するような配慮がなされている。梁や柱はあえて鑑賞者に見えるようになっているが、これは美術館自体が美術品であるという意識によるのだという。設計は三四五建築研究所が担当し、職藝学院が協力した。
世界一かわいい美術館は、2015年（平成27年）3月22日に内見会が行われたのち、同年3月24日に開館した。開業後初の企画展として、北日本新聞社の後援により「文化勲章受章者作品展」を開き、横山大観や上村松園等の日本画を中心とした100点の展示を行った。当初は「世界一小さい美術館」と命名する予定であったが、他により小さな美術館がある可能性があったので、「世界一かわいい美術館」としたという。

## 主な収蔵品作家
- 上村松園、横山大観、福田平八郎、鏑木清方、千住博、石崎光瑤、小野竹喬、田能村竹田、川合玉堂、平山郁夫、竹内栖鳳、伊藤深水、速水御舟、堂本印象、郷倉千靱、東山魁夷、奥田元宋、勝海舟、谷文晁、円山応挙、渡辺崋山、葛飾北斎など[10]。

## 沿革
- 2014年（平成26年）6月16日 - 特定非営利活動法人「憩いの家世界一かわいい美術館」が設立される[3]。
- 2015年（平成27年）
  - 3月23日 - 美術館の落成式を富山第一ホテルにおいて挙行する[11]。
  - 3月24日 - 開館し、同日から「日本画の精華 文化勲章受章者作品展」を同年6月21日まで行う[2][11]。
  - 10月6日 - 「現代有名作家展」を同日から同年12月24日まで行う[12]。
  - 12月15日 - 同日から同年12月20日までMOA美術館所蔵の茶器展示及び茶会を行う[12]。
- 2017年（平成29年）1月23日 - 開設者の浅井省己が死去[13]。

## 施設
上述のように当館は木造平屋建てで延床面積は約220m2、梁や柱には砺波の古民家のケヤキ材を用い、「不易流行」をテーマとして木材を井桁状に組む伝統的建築方法である「枠の内」づくりを採用しつつも、アルミやガラスといった現代的素材と融合し調和するような配慮がなされており、美術館それ自体を美術品たらしめている。展示品には発起人たる浅井省己やその考えに賛同した協力者が所蔵する作品を充てており、横山大観、田能村竹田、谷文晁、円山応挙、渡辺崋山、葛飾北斎、上村松園、平山郁夫等の作品が展示されている。また、館内には休憩スペースが設けられており、飲み物を片手に来館者が交流したり、作品の解説を受けたりすることができるようになっている。

### 開館日など
入館料
- 無料

開館時間
- 10時から17時

休館日
- 月曜日（祝日は開館）、祝日の翌日

## 交通

### 鉄道
- あいの風とやま鉄道水橋駅より 徒歩約1分[17]。

### 乗用車
- 駐車場は15台を収容可能[14]。